# Правители майя
Правители Цивилизации Майя являлись центрами власти. Каждый город-государство находился под контролем определенной династии.

## Символы власти
Многие правители Майя, чтобы доказать свою власть, возводили памятники, некоторые из которых сохранились до сих пор, а некоторые превратились в руины.
Правители чувствовали обязательство узаконить свои притязания на власть. Сделать это можно было, например, построив храм или пирамиду. Храм I (Тикаль) является ярким примером проявления власти. Он был построен во времена правления Хасан-Чан-Кавиля I. Другой царь по имени Пакаль-Кинич-Джанааб позже продемонстрировал свою власть посредством строительства Храма надписей в Паленке.

## Право престолонаследия
Правители Майя считались богоподобными созданиями. Когда умирал правитель, не имевший наследников, как правило начинались кровопролитные войны за престол. В городе Паленке, что расположен на юге современной Мексики, после смерти правителя на престол пригласили двенадцатилетнего мальчика из династии, правившей в соседнем городе. Мальчика звали Пакаль.

## Расширение территорий
Пакаль и его предшественники не только строили сложные храмы и пирамиды, они также расширяли свои города-государства. Под предводительством Хасан-Чан-Кавиля I город Тикаль завоевал Калакмул и другие города, образовав супер город-государство.

## Обязанности правителей
Правители Майя возглавляли походы на конкурирующие города-государства, а также жертвовали свою кровь, для удовлетворения богов.